# Fruit séché
Ne doit pas être confondu avec Fruit sec.
Les fruits séchés ou fruits déshydratés sont des fruits frais ayant subi une déshydratation. Les fruits peuvent être déshydratés entiers, tranchés en morceaux plus ou moins épais ou en purée. Un corps acide comme du jus de citron est parfois ajouté. Une fois séchés, les fruits peuvent être conservés dans de l'huile, comme les tomates séchées. Une compote ou une purée de fruits déshydratés en mince flaque donne un cuir de fruit.
Ils sont différents des fruits naturellement secs.

## Traitements
Certains fruits sont traités par fumigation au dioxyde de soufre avant dessiccation pour éviter leur brunissement. Ceci est visible par exemple avec l'abricot sec, qui est marron foncé lorsqu'il n'est pas traité et orange lorsqu'il l'est. Un aspect brillant artificiel peut également être recherché par enrobage d'huile de palme.

## Liste de fruits couramment séchés

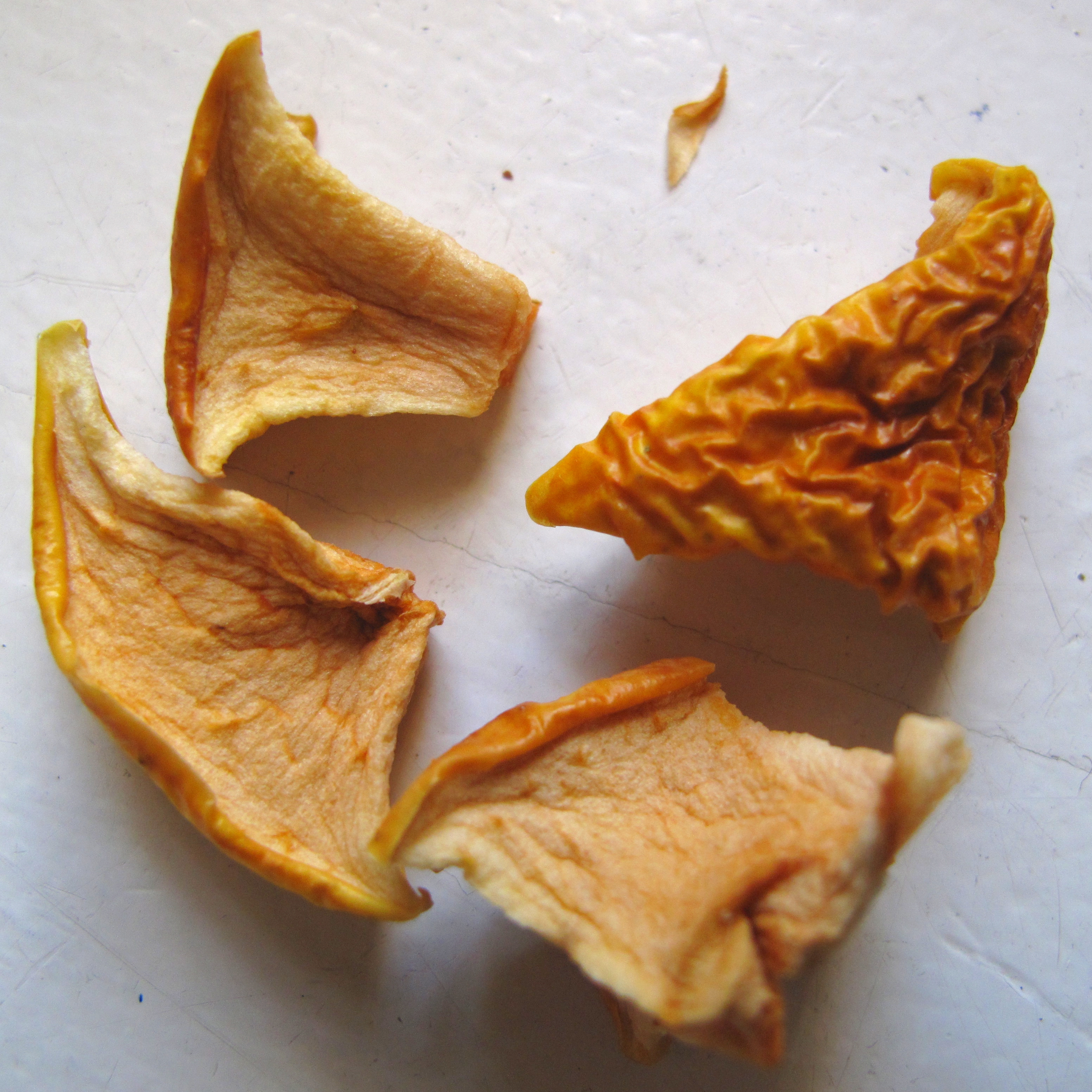
Morceaux de pommes séchés à l'aide d'un déshydrateur.

- Abricot (voir abricot sec)
- Agrume (écorce)
- Ananas
- Banane
- Canneberge (cranberries)
- Carambole
- Cassis
- Cerise
- Datte
  - Deglet nour
- Figue (voir figue sèche)
- Goji
- Goyave
- Jacque
- Kiwi
- Mangue
- Melon
- Myrtille
- Noix de coco
- Papaye
- Pêche
- Physalis
- Pitaya
- Prune
  - Magiun de prune Topoloveni
  - Prune d'ente
  - Pistole (prunier perdrigon)
- Poire
  - Poire tapée
- Pomme
- Pomme cannelle
- Raisin (voir raisin sec)
  - Muscat
  - Raisin de Corinthe
- Tomate (voir tomate séchée)